# الاتحاد للقطارات دي بي
الاتحاد للقطارات دي بي هي شركة تقدم خدمات تشغيل وصيانة السكك الحديدية الثقيلة في دولة الإمارات العربية المتحدة. تأسست الشركة عام 2013 كمشروع مشترك بين شركة الاتحاد للقطارات (51%) مطور شبكة السكك الحديدية الوطنية في دولة الإمارات العربية المتحدة، وشركة دويتشه بان (DB) (49%) أكبر مشغل للسكك الحديدية ومالك البنية التحتية في أوروبا. كانت شركة الاتحاد للقطارات دي بي مسؤولة عن تشغيل وصيانة المرحلة الأولى من شبكة السكك الحديدية الوطنية في دولة الإمارات العربية المتحدة وكانت تخدم في المقام الأول شركة بترول أبوظبي الوطنية (أدنوك)، العميل الرئيسي لشركة الاتحاد للقطارات. أبرمت شركة الاتحاد للقطارات دي بي اتفاقية التشغيل والصيانة مع شركة الاتحاد للقطارات في أغسطس 2013.

## شبكة السكك الحديدية في دولة الإمارات العربية المتحدة
كان الهدف من المرحلة الأولى للمشروع هو بناء شبكة سكك حديدية شاملة مصممة لاستيعاب نقل البضائع والركاب في جميع أنحاء البلاد، في حين ستعمل المرحلة الثانية على توسيع السكك الحديدية جغرافيًا إلى الإمارات الأخرى بالإضافة إلى التواصل مع أنظمة السكك الحديدية الشريكة لمجلس التعاون الخليجي في سلطنة عمان والمملكة العربية السعودية.

## السلامة
اعتبارًا من النصف الأول من عام 2017، حققت شركة الاتحاد للقطارات أعلى سجلات الأداء وفقًا لجميع معايير السلامة الدولية دون وقوع إصابات ضائعة للوقت. ونظرًا إلى أن السكك الحديدية جديدة في المنطقة، فقد نُفذت حملة سلامة مجتمعية في عام 2014 لتثقيف الجمهور بشأن السلامة حول مسارات السكك الحديدية.